# Pour le réconfort
Pour plus de détails, voir Fiche technique et Distribution.
Pour le réconfort est un film français réalisé par Vincent Macaigne en 2017. Il s'agit de son premier long métrage en tant que réalisateur. Il a été présenté au festival de Cannes 2017 dans la sélection de l'Association pour le cinéma indépendant et sa diffusion.

## Fiche technique
- Titre : Pour le réconfort
- Réalisateur : Vincent Macaigne
- Scénario : Vincent Macaigne
- Distributeur : UFO Distribution
- Genre : drame
- Durée : 91 minutes
- Date de sortie :
  -  France : 25 octobre 2017

## Distribution
- Pauline Lorillard : Pauline
- Pascal Rénéric : Pascal
- Emmanuel Matte : Manu
- Laurent Papot : Laurent
- Joséphine de Meaux : Joséphine
- Laure Calamy : Laure